# Walter Nixon
Walter Louis Robert Nixon, Jr. (Biloxi, 16 dicembre 1928) è un giudice statunitense della Corte Costituzionale degli Stati Uniti per il distretto meridionale del Mississippi, messo sotto accusa dalla Camera dei Rappresentanti e rimosso nel 1989 dall'incarico dal Senato per impeachment.

## Biografia
Nato nel 1928 a Biloxi, nel Mississippi, Nixon ha conseguito un Juris Doctor nel 1951 presso la Tulane University Law School. Entrò nello studio privato a Biloxi dal 1952 al 1968, interrotto dal servizio nella United States Air Force dal 1953 al 1955.
Nixon è stato nominato dal presidente Lyndon B. Johnson il 29 maggio 1968 alla Corte distrettuale degli Stati Uniti per il distretto meridionale del Mississippi, per un nuovo seggio autorizzato da 80 Stat. 75. È stato confermato dal Senato degli Stati Uniti il 6 giugno 1968 e ha ricevuto la sua commissione il 7 giugno 1968. Ha servito come giudice capo dal 1982 al 1989. Il suo servizio è terminato il 3 novembre 1989, a causa dell'impeachment.

### Impeachment
Nixon fu condannato nel 1986 con l'accusa di falsa testimonianza a 5 anni di carcere. Il reato derivava dalla sua testimonianza del gran giurì e dalle dichiarazioni agli ufficiali federali riguardanti il suo intervento nel procedimento penale statale per droga di Drew Fairchild, il figlio di Wiley Fairchild, socio in affari di Nixon. Sebbene il caso fosse stato assegnato a un tribunale statale, Wiley Fairchild aveva chiesto a Nixon di dare una mano parlando con il pubblico ministero. Nixon lo fece, e il procuratore, un amico di lunga data, abbandonò il caso. Quando Nixon fu intervistato dal Federal Bureau of Investigation (FBI) e dal Dipartimento di Giustizia degli Stati Uniti, negò qualsiasi coinvolgimento. Successivamente, un gran giurì federale è stato nominato e anche in quell'occasione ha nuovamente negato il suo coinvolgimento. È stato condannato per false dichiarazioni a un gran giurì.
Nel 1989, fu messo sotto accusa dalla Camera dei Rappresentanti degli Stati Uniti e condannato dal Senato, per aver commesso spergiuro davanti a un gran giurì. Dopo la sua condanna da parte del Senato, fu rimosso dall'incarico.
Nixon fece appello al suo impeachment e alla sua rimozione alla Corte Suprema degli Stati Uniti. Nella causa Nixon c. Stati Uniti, pronunciata nel 1993, la Corte ha respinto il suo ricorso in quanto questione politica non giudicabile. È tornato alla pratica privata in Mississippi dal 1993 al 1998. Ha esercitato la professione legale a Lake Charles, Louisiana, dal 1998.

## Vita privata
È stato sposato con Anne Knoll, con la quale ha avuto 3 figli: Cynthia, Margot e Michael.